# Gordon River Road
Die Gordon River Road – auch Strathgordon Road genannt – ist eine Straße im Südwesten des australischen Bundesstaates Tasmanien. Sie entstand im Rahmen des Baus der Staudämme am Gordon River und am Serpentine River, die zum Anstauen des Lake Gordon und des Lake Pedder führten.
In 1963 the Tasmanian Government successfully approached the Commonwealth for a $5 million grant to finance road construction from Maydena to the Middle Gordon River. In a submission never released to the public, the HEC described the provision of road access as a matter of urgency. (dt.: 1963 beantragte die tasmanische Regierung erfolgreich beim Commonwealth of Australia einen Zuschuss von AU-$ 5,0 Mio. für den Bau einer Straße von Maydena zum Mittellauf des Gordon River. In einer nicht öffentlichen Ausschreibung beschrieb die HEC die Notwendigkeit einer Straßenzufahrt als sehr dringend.)
Der Bau der Straße begann im Januar 1964.

## Verlauf
Die Straße begann in Maydena, wo nach Norden die Junee Road zur Ninoe Cave, einer Höhle am Südrand des Mount-Field-Nationalparks, abzweigt. 2 km weiter zweigt nach Süden Styx Road, eine unbefestigte Straße zum Styx River und der dortigen Big Tree Reserve ab. Dann passiert die Gordon River Road die Quellen des Florentine River und des Weld River nördlich und den Ort Tim Shea südlich. Tim Shea liegt an der Südwestecke des Mount-Field-Nationalparks auf 952 m Höhe.
Dort biegt die Straße nach Süden ab und führt über den Frodsham-Pass, wo sie wieder nach Westen abbiegt und die Scotts Peak Dam Road (C607) nach Süden zum Ostufer des vergrößerten Lake Pedder, zum Edgar-Staudamm und schließlich zum Scotts-Peak-Staudamm weiterführt. An gleicher Stelle führt eine unbefestigte Straße nach Norden zur Siedlung Adamsfield am Ostufer des Lake Gordon, die nur mit Sondergenehmigung befahren werden darf.
Die Gordon River Road führt nach Westen weiter, vorbei am Mount Wedge und der Sentinel Range im Süden zum McPartian Pass. Von dort verläuft sie in nordwestlicher Richtung zur ehemaligen Siedlung für die Bauarbeiter der Staudämme, Strathgordon und weiter zum Gordon-Staudamm. Kurz vor Erreichen des Zielpunktes biegt nach Süden noch eine kurze Stichstraße zum Serpentine-Staudamm ab.
Die Straße stellt den größten Eingriff von Menschenhand in die beiden südwestlichen Nationalparks Tasmaniens, den Franklin-Gordon-Wild-Rivers-Nationalpark und den Southwest-Nationalpark, die beide zum Weltnaturerbe gehören, dar. Zusammen mit der Scotts Peak Road ist sie die einzige, mit Fahrzeugen befahrbare Straße im Südwesten der Insel. Sie ist der einzige Weg für Busse und andere Fahrzeuge von Touristen, die die Staudämme am Lake Gordon und Lake Pedder sehen wollen. Daneben gibt es nur noch die Möglichkeit, das Gebiet zu überfliegen.
Die Straße, die heute nördlich der Siedlung Rosegarland am Lyell Highway beginnt, bietet auch die einzige Zufahrt zum Mount-Fields-Nationalpark mit seinen bekannten Skigebieten.